# وحید خلیلهوژیچ
وحید خلیلهوژیچ (انگلیسی: Vahid Halilhodžić؛ زاده ۱۵ اکتبر ۱۹۵۲) سرمربی و بازیکن پیشین فوتبال اهل بوسنی و هرزگوین است.